# Recunoașterea drepturilor câștigate
Recunoașterea drepturilor câștigate este o problemă care se pune în dreptul internațional privat, atunci când o situație juridică dobândită într-o anumită țară sau sistem juridic, trebuie recunoscută într-o altă țară.
Se pot distinge două situații:
- Raportul juridic se constituie în dreptul intern al unei țări, iar ulterior se invocă recunoașterea acestuia pe teritoriul altei țări. De exemplu doi cetățeni căsătoriți în Germania cer să le fie recunoscute drepturile de persoane căsătorite în Franța.
- Raportul juridic se constituie în sistemul dreptului internațional privat. Formarea raportului implică soluționarea unui conflict de legi, iar mai apoi dreptul se invocă în altă țară.

### Condiții pentru recunoașterea drepturilor câștigate
Recunoșterea drepturilor câștigate necesită îndeplinirea următoarelor condiții:
- dreptul să fie constituit conform legii competente
- dreptul să fie valabil dobândit potrivit legii străine
- dreptul să nu fie contrar ordinii publice în dreptul internațional privat al țării solicitate